# Isola Gabriola
L'Isola Gabriola (Gabriola Island in inglese) è un'isola del Canada facente parte dell'arcipelago delle Isole Gulf. È situata nello Stretto di Georgia, nell'Oceano Pacifico, a circa 5 chilometri a est dalla città di Nanaimo, che sorge sull'Isola di Vancouver, alla quale è collegata da un traghetto. Ha una superficie di 57,6 chilometri quadrati e una popolazione di 4.500 persone. Dal punto di vista amministrativo, Gabriola è parte della Columbia Britannica.
Gabriola dispone di spiagge e foreste, centri commerciali, ristoranti, una biblioteca, una scuola elementare e un museo. È conosciuta come "Isola delle Arti" per via dei tanti eventi culturali che ospita nel corso dell'anno.

## Storia
Quest'isola è tradizionalmente parte del territorio controllato dalla popolazione degli Snunéymux e i resti archeologici più antichi ritrovati qui - nello specifico una tomba in una caverna - risalgono al 1500 a.C. Gabriola è famosa per i suoi petroglifi (quasi impossibili da datare) scavati nella soffice arenaria e per questo estremamente delicati. È difficile stimare la popolazione dell'isola prima dell'arrivo degli esploratori europei, ma si pensa che fino all'anno 1000 centinaia di persone abitassero queste terre. Dopo l'arrivo dei coloni, la popolazione degli Snunéymux si ridusse drasticamente a causa dei virus portati dai visitatori stranieri.
Il primo esploratore a visitare l'isola fu José María Narváez nel 1791 a bordo della nave spagnola Santa Saturnina. Si racconta che Narváez battezzò "Punta de Gaviola" la parte meridionale dell'isola. Con il tempo, il nome "Gaviola" potrebbe essere stato cambiato in "Gabriola" ed esteso all'intera isola.
Nel 1792 l'isola fu visitata da una nuova spedizione spagnola, capitanata da Galiano e Valdés. I due restarono attraccati per diversi giorni a Pilot Bay per riparare i loro vascelli ed esplorare le zone circostanti. Durante questo periodo Galiano visitò Gabriola dove incontrò diversi indigeni, con cui intrattenne rapporti commerciali. Anche la spedizione britannica di George Vancouver potrebbe aver visitato l'isola nel 1792. Nel 1827 i commercianti di pellicce della Hudson's Bay Company si stabilirono sulle rive del fiume Fraser, ma nessun europeo prese fissa dimora a Gabriola fino alla scoperta dei giacimenti di carbone: dal 1850 circa, minatori ed ex-cercatori d'oro andarono a vivere sull'isola dedicandosi all'agricoltura.
All'inizio del XX° secolo, la popolazione di Gabriola crebbe lentamente. Nel 1950 vivevano qui meno di 400 persone e, anche quando nel 1955 arrivò l'elettricità sull'isola, il numero di abitanti aumentò di appena l'1% annuo fino agli anni Settanta. Poi, in circa 10 anni, la popolazione triplicò grazie soprattutto ai tanti hippy arrivati dagli Stati Uniti. A metà anni Ottanta la popolazione era di 2.000 abitanti, circa la metà di quella attuale. In estate la popolazione dell'isola cresce molto per via dei turisti in arrivo da Nanaimo e Vancouver, portando la popolazione a circa 6.000 unità.
Gabriola ha conosciuto anche uno sviluppo industriale nel XX° secolo: una fabbrica di mattoni produceva 80.000 mattoni di alta qualità al giorno da spedire a Victoria e Vancouver. La fabbrica venne chiusa negli anni Cinquanta.

## Geografia
Gabriola è parte del Distretto regionale di Nanaimo ed è la più settentrionale delle Isole Gulf meridionali, situata nello stretto di Georgia tra il Canada continentale a est e l'isola di Vancouver a ovest.
L'isola è lunga circa 14 chilometri e larga 4,2 chilometri, per un totale di 57,6 chilometri quadrati di estensione. La topografia varia dalle spiagge sabbiose al livello del mare alle colline coperte di vegetazione che raggiungono un'altitudine massima di 160 metri a Stoney Ridge, nel centro dell'isola. Intorno a Gabriola si trovano numerosi isolotti come Snake Island ed Entrance Island a nord, Flat Top Island, Breakwater Island e Valdes Island a est, Mudge Island, Link Island, e DeCourcy Island a sud.
Gabriola si trova ad appena 5 chilometri a est da Nanaimo, la seconda città più grande dell'isola di Vancouver, a cui è collegata da un traghetto che impiega circa 20 minuti a compiere il tragitto. Il traghetto parte ogni giorno, con cadenza oraria, dalle 6:15 del mattino fino alle 23. La principale strada dell'isola è la "North Road-South Road", un anello di circa 30 chilometri passa anche nei pressi dell'attracco del traghetto.
Oltre a tre parchi provinciali - il Gabriola Sands Provincial Park sulla costa nordovest, il Sandwell Provincial Park sulla costa di nordest e il Drumbeg Provincial Park sulla costa a est - l'isola incorpora il Descanso Bay Regional Park con le sue formazioni rocciose di arenaria note come "Malaspina Galleries".

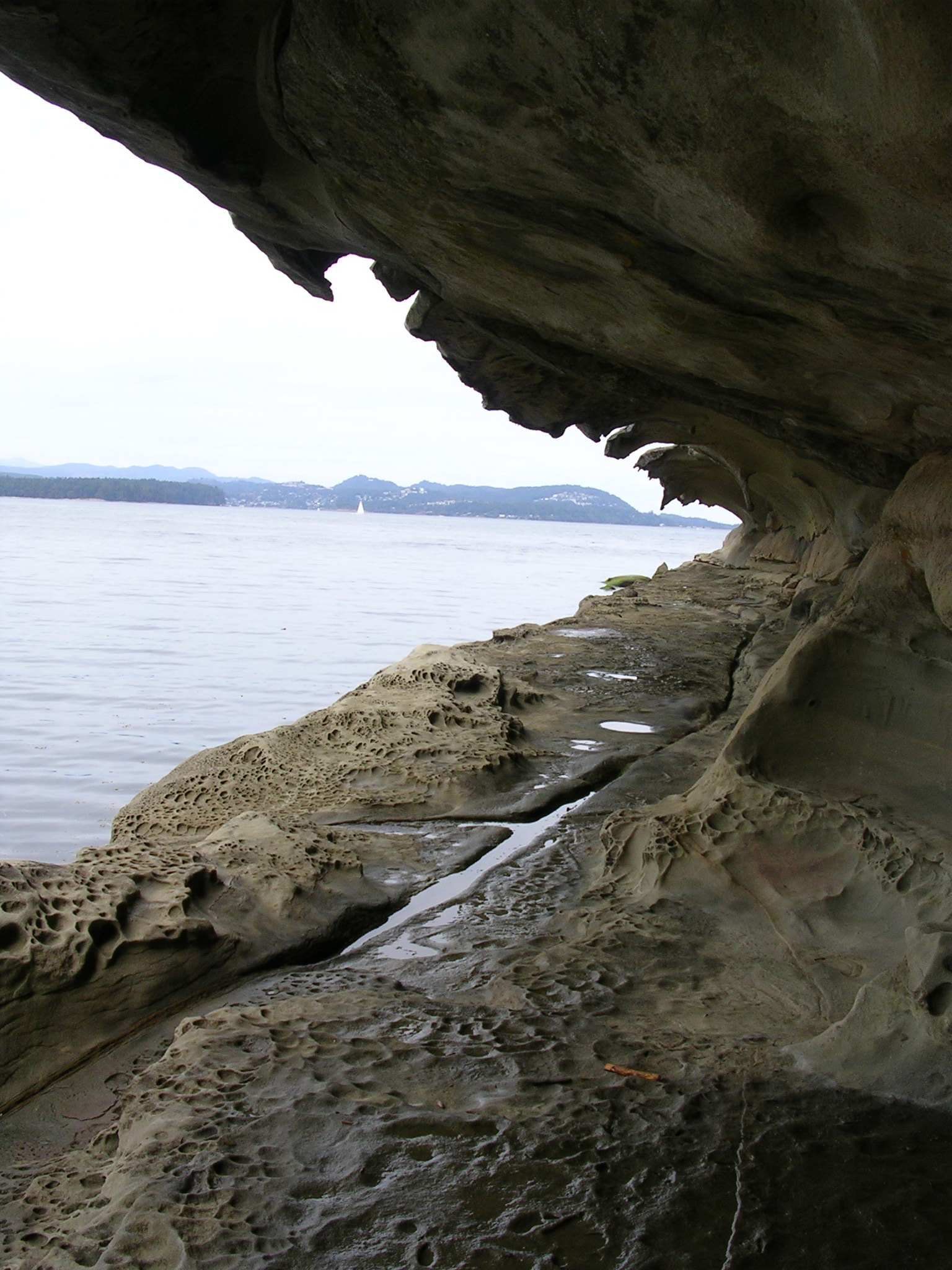
Le Malaspina Galleries.

## Clima
L'isola presenta in estate un clima mediterraneo fresco, con temperature mai troppo elevate e scarse piogge. Gli inverni sono abbastanza freddi e piovosi, con nevicate che però non superano mai i 40 centimetri complessivi nel corso dell'intera stagione.

## Flora e fauna
Gli alberi più comuni sull'isola sono l'abete di Douglas, l'abete bianco americano, il ginepro delle Rocky Mountain, l'abete canadese occidentale, il cedro rosso occidentale e l'ontano rosso. Per quanto riguarda gli arbusti troviamo l'uva dell'Oregon e il ribes ornamentale.
La fauna marina nei pressi di Gabriola include orche, foche, leoni di mare, lontre, ostriche, cozze, molluschi, naticidae, aringhe oceaniche, polpi e salmoni
Nei mesi invernali le coste dell'isola sono visitate da numerose specie di uccelli fra cui melanitte, quattrocchi minori, quattrocchi d'Islanda e morette arlecchino, voltapietre, voltapietre testa nera, regoli americani, fiorrancini americani, tordi, picchi pileati, picchi dorati, aquile di mare testabianca, corvi imperiali, storni, pavoni e tacchini.

## Eventi
Sull'isola si svolgono ogni anno numerosi festival. I due eventi principali sono lo Isle of the Arts Festival in aprile e il Thanksgiving Weekend Studio and Gallery Tour a novembre, entrambi organizzati dal Gabriola Arts Council. Il Launch Festival si tiene invece a metà aprile presso la Baia di Silva ed è organizzata dalla locale scuola elementare per celebrare gli studenti che hanno concluso il percorso di studi. Ad agosto si tengono anche il concerto The Concert on the Green e l'Annual Salmon Barbecue.